# 霍克薛利三叉戟型
霍克薛利三叉戟客機（型号：DH.121或HS.121）是德哈維蘭公司为了英国欧洲航空（英国航空前身之一）研發的一款短途喷气式民航客机，由於德哈維蘭在1960年遭霍克希德利公司併購，使得這架飛機量產時有不同掛名。三叉戟客機總共生产117架。此外在该机亦大量外销一些共產國家如中华人民共和国，並主要用於政府專機。直到1995年才在中華人民共和國完全退役。

## 背景
1953年，英國歐洲航空（後簡稱BEA）將運用渦輪螺旋槳發動機的維克斯子爵式客機投入客運後，開始物色下一代客機所需元素。1952年採用噴射引擎的哈維蘭彗星型開始營運長程航線，但是作為英國政府具有公司多數股權的公股公司，BEA被英國政府定位為專營中短程航線市場，基於飛航經濟性考量，BEA在當時仍偏好營運成本更低的渦輪螺旋槳客機，並訂購由子爵式放大設計的维克斯先锋型。但是到1956年，公司接受了噴射客機將成為市場主流趨勢的結論。因此在1956年7月開啟短程噴射客機招標，計畫在短程航線市場同時營運渦輪螺旋槳與噴射客機。
BEA開定的技術需求，飛機有效載荷應該要有20,000磅（9,080公斤）與70座，航程1,000英哩（1,600）公里，最大起飛重量10萬磅（45.4公噸），起降跑道需求6,000英尺（1,800公尺），巡航時速在610—620英哩（980—1,000公里）之間，並且配備2具以上的噴射發動機。這些設計需求雖然沒有明言，但行業內推測是為了對抗法國卡拉維爾客機所開定的指標。
有4家飛機製造公司參與競標，包括布里斯托飛機公司、阿弗羅、維克斯-阿姆斯壯公司、以及德哈維蘭公司。布里斯托飛機提出的概念稱為布里斯托200型客機，為一款4發動機客機；阿弗羅推出的是阿弗羅740式，為一款3發動機設計，但阿弗羅後來放棄獨立提案，轉向與布里斯托公司結盟；維克斯使用當時開發中的維克斯VC10設計改良出4發動機的VC11參與競標，德哈維蘭公司最初是採用哈維蘭彗星型的外型基礎發展之4發動機客機，代號方案D.H.119與D.H.120，但是在1957年7月，德哈維蘭追加一款代號D.H.121的設計，該設計使用3發動機配置，引進當時研發中的渦輪扇發動機—勞斯萊斯麥德威發動機，並將機身擴大可容納98人座的設計。
雖然BEA內部意見偏好D.H.121方案，並希望和德哈維蘭敲定細節，但1950年代末期英國航空業的競合關係影響了這架飛機發展。英國政府判斷英國國內當時仍營運的飛機生產公司規模太小，不利國際競爭，因此企圖以BEA的訂單為誘因介入國內廠商整合。在1950年代因首開噴射客機市場使公司財務狀況較為健全的德哈維蘭主張建立一個聯盟財團，各廠商專精不同飛機總成製造項目，但霍克希德利反對這個概念，並與布里斯托公司聯盟對抗德哈維蘭的D.H.121方案。由於國內競爭，至1958年這個競標仍未決定。
直到1958年2月12日，英國政府才授權BEA對購機合約進行談判，並提出24架規模的合作意向書，以及12架的後續選擇權。出於產業政策偏好，英國政府偏好布里斯托200式，但是BEA以噴射客機研製經驗為導向，偏好D.H.121，最後BEA的意見主導了這項購機合約。1958年4月，德哈維蘭確定了D.H.121的細節，敲定開發時間表，預定在1961年中完成原型機首飛。此外，德哈維蘭宣稱這架飛機有擴張到111人座位的潛力，銷售市場將有550架的潛力。
然而，1959年3月BEA內部評估對未來民航市場發展走向悲觀，因此希望德哈維蘭縮小飛機尺寸，重新設計意味著增加研製成本，但德哈維蘭接受了這項要求。由於機身尺寸縮小使得麥德威發動機動力過剩，因此更換了該發動機的縮小版—勞斯萊斯斯佩505發動機，縮小尺寸後的D.H.121總重減少了三分之一，降低到105,000磅（48公噸），航程減少為930英哩（1,500公里），座位設計採用混合艙設計時為75—80人，全經濟艙設計為93人座，飛機翼展縮小17英尺（5.2公尺），機翼面積減少30%，機身長度減少13英尺（4公尺），但是仍保留了原先D.H.121的起落架設計。
1960年，德哈维兰公司并购至霍克希德利，開發代號也從D.H.121更名H.S.121。但是因為縮小機體尺寸，在國外航空公司的評估中認定D.H.121的發展潛力不如波音727，反而導致這架客機在市場競爭中陷入劣勢。1960年9月，H.S.121在法茵堡航空展首度公開，BEA主席给该机起了三叉戟的外号。取名緣由是這架飛機使用了三發動機、有三套相互独立的全液压控制机构。
併購德哈维兰的霍克希德利需要更多的海外客戶採購公司客機，公司開始向國外推銷改良後的H.S.121方案，代號三叉戟1B，三叉戟1B使用動力更好的斯佩510發動機，擴大機翼尺寸，增加燃料裝載量。但是在和美國航空洽商時，霍克希德利遇到與1958年相同的問題，美國航空公司偏好在窄體客機中配置3座椅設計，但是英國航空公司不喜好這個設計，在無法變更設計的情況下交易破局，美國航空最終採購波音727，這導致三叉戟1B客機在國外推銷遇到了瓶頸。但是霍克希德利將一些在三叉戟1B上開發的技術導入現有的三叉戟客機中，最重要的是在機身翼盒大型油箱，增加油箱後的飛機總重增長到120,000磅（54公噸），航程可達1,400英哩（2,300公里），此型號稱為三叉戟1C。
1962年1月9日三叉戟1型客機原型機完成首次试飞，并出现在同年的范堡罗航展上。1964年4月1日，BEA公司首度使用三叉戟客機進行商業航線營運。
该机具有諸多特色，采用半硬式结构，全铝蒙皮，T型垂尾，尤其是領先地采用S型进气口，发动机位于进气口下方。该机還是世界上较早实现自动驾驶的机型之一。

## 机型
三叉戟客機主要量產的衍生型有五款：

### 1C
正式商業版本，1964年4月1日交付英國歐洲航空，生產24架，全為英國歐洲航空訂單，其中1架作為測試機，其餘23架投入商業營運。在單艙配置下载客103名。

### 1E

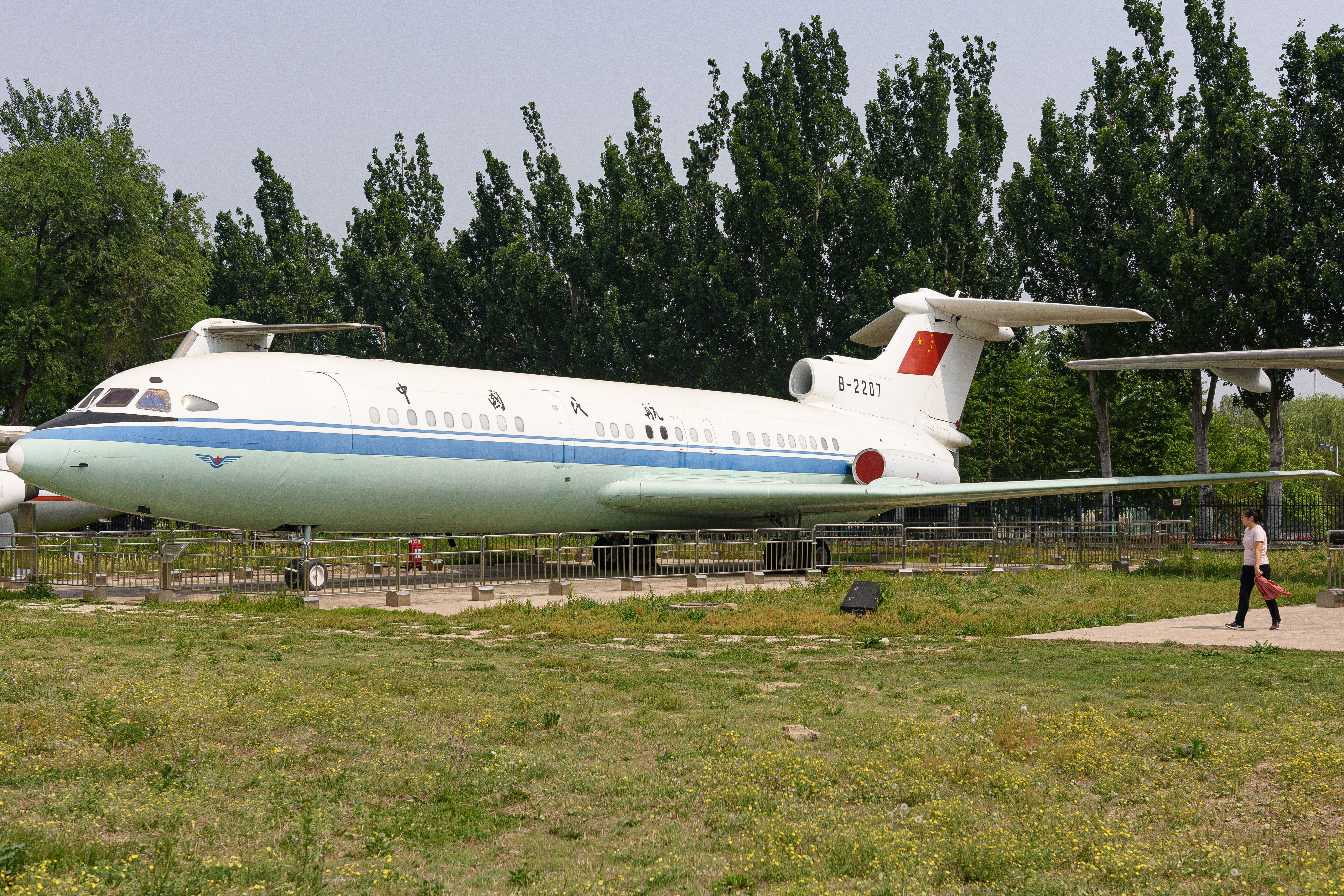
藏于民航博物馆的三叉戟1E型（生产序列号2133），最初为巴基斯坦国际航空AP-AUG，1970年售予中国空军，1991年退役后被喷涂为中国民航涂装及B-2207注册号；历史上的B-2207实机序列号2182，已于1992年拆解

由於國外需求顯示偏好更大尺寸的噴射客機，霍克希德利研發規格回歸D.H.121的改良型，稱為三叉戟1E。由於麥德威發動機被取消開發，使得霍克希德利只能運用動力增強版的斯貝發動機，三叉戟1E配備斯佩511（RB163-25MK511-5），輸出動力11,540磅（50.7仟牛頓），飛機總重增加到135,600磅（61.5公噸），並搭配設置機翼前緣下垂襟翼的加大版本主翼，以及三座椅單排客艙，增加動力後的三叉戟1E在單座艙配置時最大可裝載140位乘客。
三叉戟1E在1964年11月2日首飛，由於市場已經被波音727搶占，銷售成績僅有15架。用戶為科威特航空（3架）、伊拉克航空（3架）、巴基斯坦國際航空（4架）、英國東北航空（2架）、英國海峽航空（2架）、錫蘭航空（1架），巴基斯坦航空在1970年將所屬機隊轉賣給中華人民共和國。三叉戟1E的座位選配，大部分都是採用雙艙等、115人座設計，僅有4架使用單艙等、139人座設計。

### 2E

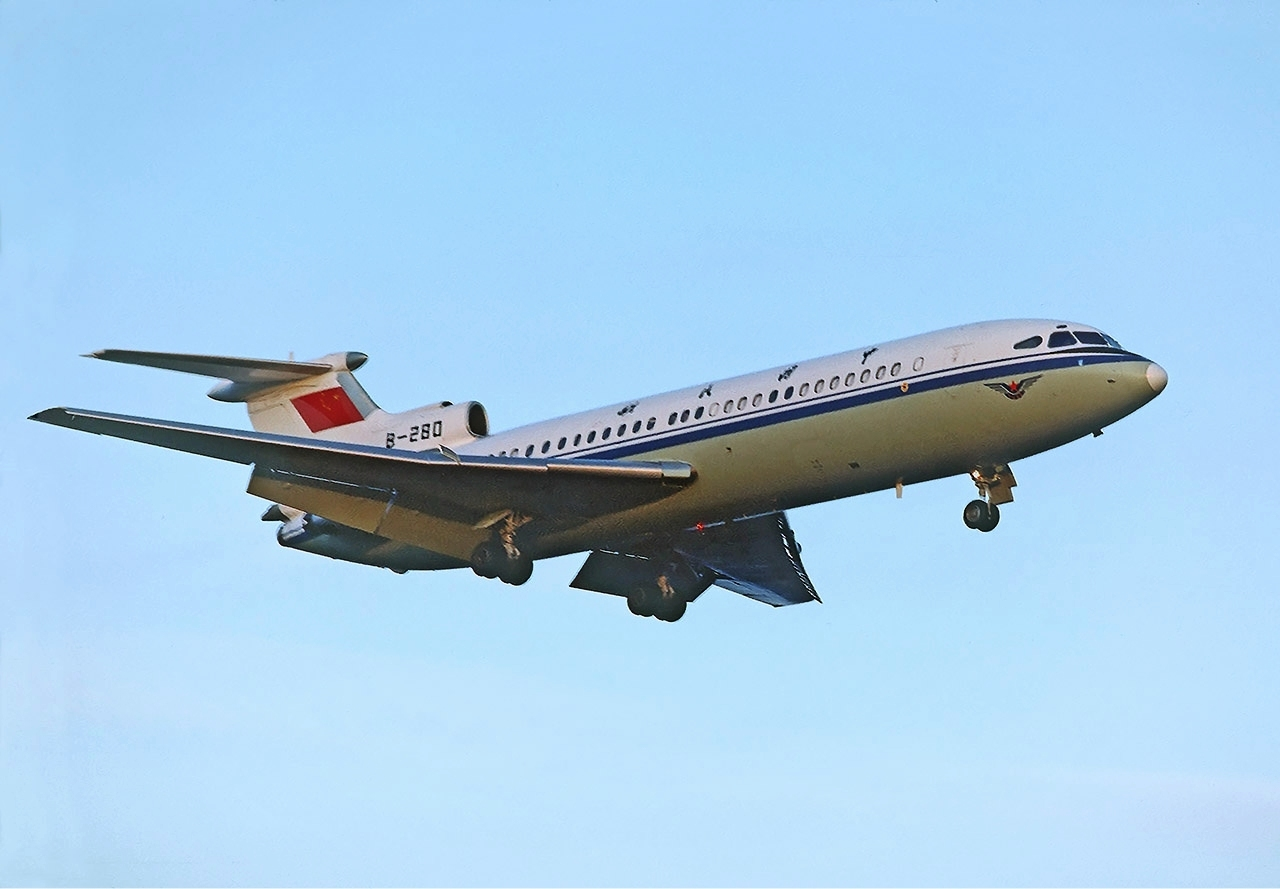
中国民航的三叉戟2E

BEA在操作三叉戟1C後，認為公司需要更長航程版本的三叉戟客機，這是2E型開發的濫觴。最初霍克希德利稱該版本為三叉戟1F，但是因為設計大幅更動，已經可視為全新型號，在後來改稱為三叉戟2E（E意思為延長航程版〈Extended Range〉）。三叉戟2E配備斯佩512（RB163-25 MK512-5W），輸出動力11,930磅（53.1仟牛頓），主翼升力增加裝置由下垂襟翼變更為前緣縫翼，機翼使用庫齊曼式翼尖延長翼展，飛機全長增加2.8公尺。
三叉戟2E客機在1967年7月27日首飞，1968年4月開始商業營運，BEA訂購了15架，塞浦勒斯航空公司訂購2架，中国民航訂購了33架，中國民航分配給北京管理局7架、上海管理局7架、广州管理局7架、沈阳管理局6架，還有6架則移交給中国人民解放軍空军作為行政專機運用。
規格：
- 機組人員數：3
- 載客量：115人
- 長度：35公尺（114呎9吋）
- 翼展：28.9公尺（98呎）
- 高度：8.3公尺（27呎）
- 機翼面積：135.83平方米（1,462平方呎）
- 空重：33,475千克（73,800磅）
- 最大起飛重量：64,636千克（142,500磅）
- 發動機：3×勞斯萊斯RB.163-25 Spey 512
- 最大推力：53.1千牛（11,930磅）
- 最高巡航速度：每小時972千米（604英里）
- 最大航距：4,345千米（2,400英里）
- 實用升限：8,000-11,000公尺（27,000-36,000呎）

### 3B

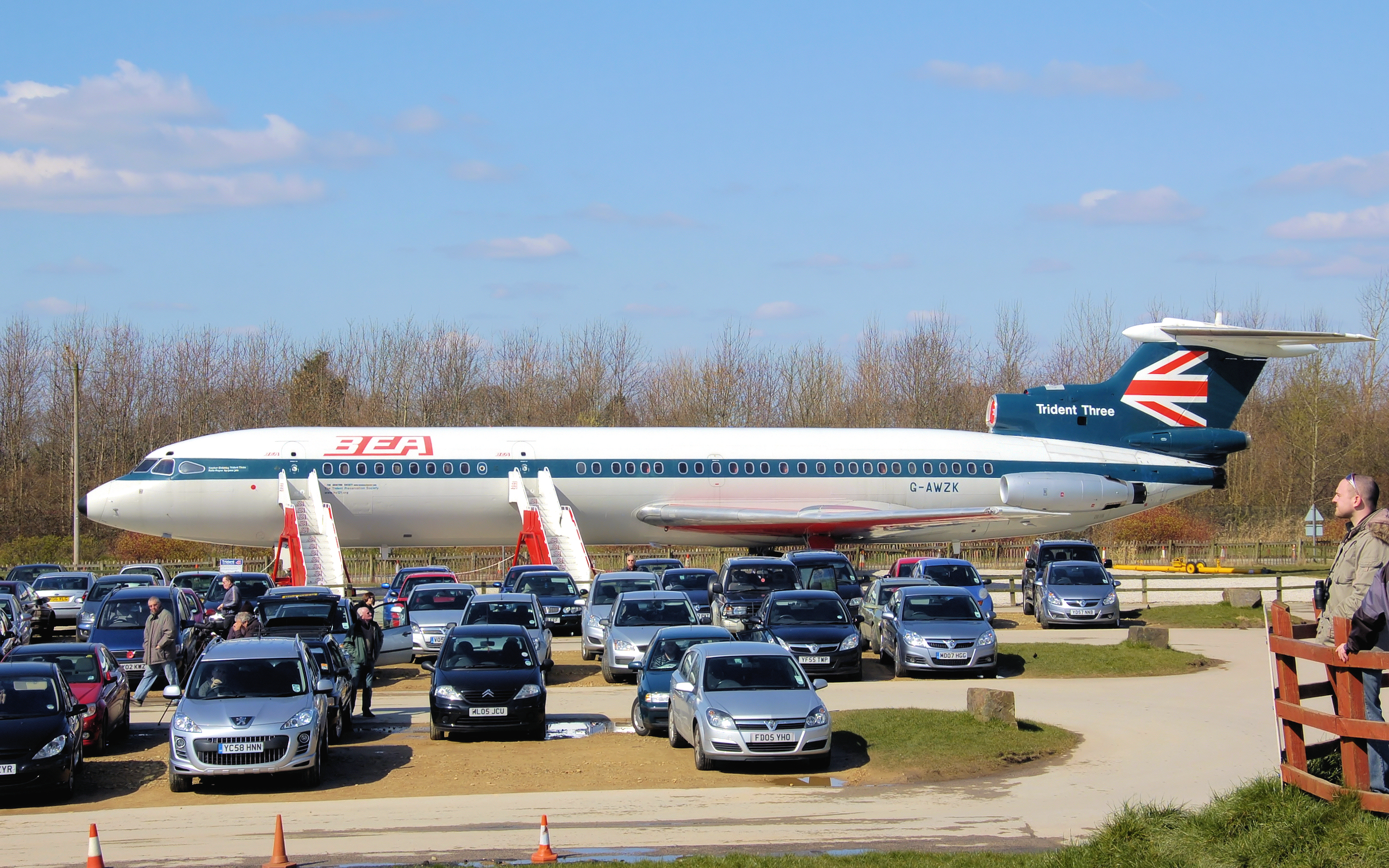
3B型，注意尾部的发动机

同样在1E基础上发展而来。在尾部加装了一部RB142发动机，形成独特的四发布局。该机于1970年3月22日首飞，共生产28架。

規格：
- 機組人員數：3
- 載客量：180人
- 長度：40公尺（131呎2吋）
- 翼展：28.9公尺（98呎）
- 高度：8.6公尺（28.3呎）
- 機翼面積：135.83平方米（1,462平方呎）
- 空重：37,695千克（83,104磅）
- 最大起飛重量：70,300千克（155,000磅）
- 發動機：3×勞斯萊斯RB.163-25 Spey 512＋1×勞斯萊斯RB.162-86
- 发动机单台最大推力：53.1千牛（11,930磅）
- 最高巡航速度：每小時972千米（604英里）
- 最大航距：3,060千米（1,800英里）
- 實用升限：8,000-11,000公尺（27,000-36,000呎）

### 超级3B
专门为中国民航开发，共生产两架。同样在尾部加装了RB142发动机。最多可载180人，在1975年7月5日首飞。

## 飞行事故
- 1966年6月3日：一架三叉戟1C（G-ARPY）在诺福克失速坠毁，4名机员全部遇难。[6]
- 1966年6月30日：一架三叉戟1E（编号9K-ACG）在科威特国际机场跑道外提前触地，无人死亡，飞机报废。
- 1971年9月13日：林彪等人乘坐256号三叉戟专机外逃，飞机坠毁在蒙古温都尔汗地区，全部乘员身亡。
- 1972年6月18日：英国欧洲航空548号班机从英国伦敦希斯罗机场起飞后不久后坠毁，全部乘员身亡。
- 1976年9月10日：萨格勒布空难——英国欧洲航空公司的BA476号班机（伦敦至伊斯坦布尔）在南斯拉夫上空与伊内克斯-亚德里亚航空550号班机相撞，两机人员全部罹难。[7]
- 1979年3月14日：中国民航的一架三叉戟2E（编号B-274）起飞后坠毁在北京市一工厂，至少200人受伤，机上12名机组人员及地面32人死亡，机上没有乘客。[8][9][10][需要更多来源]
- 1982年4月26日：中国民航的一架三叉戟2E（编号B-266）在桂林阳朔附近坠毁，机上112人全部遇难。[11]
- 1983年5月5日：在沈阳飞往上海的296号三叉戟航班上，卓长仁、姜洪军等六人用手枪劫持飞机，最终降落在韩国春川机场。后被送至台湾并被中华民国政府方面称作六义士。[12]
- 1983年9月14日：民航广州管理局第六飞行大队编号为B-264的三叉戟2E，执行广州－桂林－北京航班任务，飞机在桂林机场通过联络道口开始转弯时，与一架轰炸机相撞，三叉戟客机上11名乘客死亡，20名乘客和2名机组人员受伤。
- 1988年8月31日：中國民航301號班機從廣州飛往香港，於暴風雨下降落啟德機場時衝出跑道墜海，7死14傷。

## 轶事

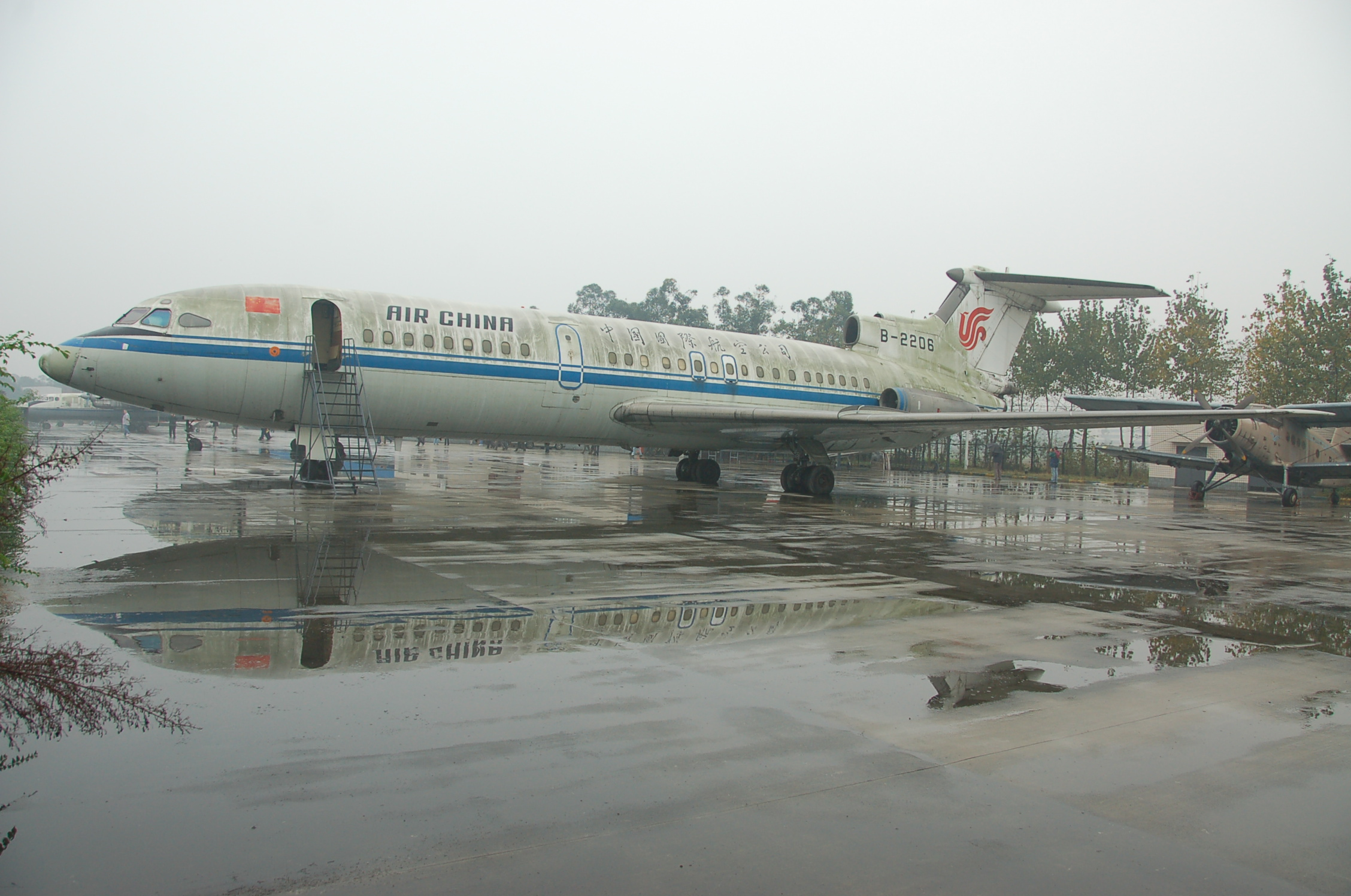
在中国民用航空飞行学院内成為歷史展品的B-2206号三叉戟

在中国大陆，除了意外事故和正常使用退役外，有些三叉戟被废弃在一些已经同样废弃的机场里面，机身上面有价值的零部件大多都被拾荒者给拆卸掉了。当然也有个别例外的，因為三叉戟型見證了當時的中國航空與外交歷史，而当年从中国民航（包含后来中国国际航空公司）退役的三叉戟客机有相当数量被保留下来，都被放置在军用机场、博物馆和航空院校作為文物。
值得一提的是，在广东省珠海市情侣路的日东广场门口，曾经放置了一架三叉戟客机，最初这架客机还是披着中国民航的标准涂装，后来机身都被刷上银行广告。这架客机是珠海一企业老板从北京买回来的，就放置在日东广场门口，一度成为珠海的一个地标；但后来因为广场商业发展，客机占用的位置被规划为停车场，不久后这架三叉戟被拆卸并运往长沙，据说企业老板开价800万人民币对外出售，祈求有买家能够收留这个大家伙。後來被房地產商買下展示。

## 资料来源
1. ↑  周总理专机拍卖引连锁效应 又一架领导专机将拍卖[永久]
2. ↑  .   [2009-05-09]. （原始内容存档于2009-06-14）.
3. ↑  三叉戟（Tritent）系列介绍 的存檔，存档日期2008-12-24.
4. ↑  .   [2009-05-08]. （原始内容存档于2008-05-11）.
5. ↑  .   [2009-05-09]. （原始内容存档于2009-04-26）.
6. ↑  "Accident description: Hawker Siddeley HS-121 Trident 1C, 3 June 1966." （页面存档备份，存于） aviation-safety.net. Retrieved: 13 November 2010.
7. ↑  .   [2009-05-09]. （原始内容存档于2009-05-20）.
8. ↑  "CAAC Trident 2E." （页面存档备份，存于） planecrashinfo.com. Retrieved: 1 April 2010.
9. ↑  华强; 奚纪荣; 孟庆龙. . 上海人民出版社. 2006: 341  [2019-08-17]. （原始内容存档于2020-04-24）. 3月14日，人民空军航空兵第三十四师空中机械员王旗驾驶三叉戟式飞机肇事坠毁，伤亡45人
10. ↑  . 中國社会科学出版社. 1989: 449. 特别严重的是一九七九年三月十四日,有个航空兵团发生了战士王旗偷开三叉戟飞机 坠地爆炸,炸毁工厂车间,死伤多人的恶性事故
11. ↑  "ASN Aircraft accident: Hawker Siddeley HS-121 Trident 2E B-266 Yangsuo." （页面存档备份，存于） aviation-safety.net. Retrieved: 1 April 2010.
12. ↑  “三叉戟”在中国大事记[永久]
13. ↑  http://www.81.cn/gnxw/2014-10/17/content_6183594_2.htm